# Parafia Matki Bożej Nieustającej Pomocy w Jasnej Polanie
Parafia Matki Bożej Nieustającej Pomocy w Jasnej Polanie – rzymskokatolicka parafia pod wezwaniem Matki Bożej Nieustającej Pomocy w Jasnej Polanie – wiosce w Okręgu Tajynszyńskim, Obwodzie Północnokazachstańskim Republiki Kazachstan. Została zbudowana przez polskich zesłańców z zachodnich krańców sowieckiej Ukrainy w 1936. Mieszkańcy wioski po pieriestrojce doczekali się swobód religijnych i w 1991 wybudowali kościół pod wezwaniem Matki Bożej Nieustającej Pomocy.
Parafia należy do Dekanatu Północnego w Pietropawłowsku, Archidiecezji Najświętszej Marii Panny w Astanie. 
Proboszczem parafii jest ks. Krzysztof Krawczak.